# Dự án đường sắt cao tốc Thành phố Hồ Chí Minh – Cần Thơ
Dự án đường sắt cao tốc Thành phố Hồ Chí Minh - Cần Thơ là một trong những dự án chiến lược của Đường sắt Việt Nam (ĐSVN). Tuyến đường sắt cao tốc TP Hồ Chí Minh - Cần Thơ dài 175 km. Theo quy hoạch, tuyến được thiết kế đường sắt đôi, khổ đường ray 1.435 mm dành cho đường sắt tốc độ cao trên thế giới, tốc độ 120 km/giờ cho tàu hàng và 160 km/giờ cho tàu khách. Dự kiến khi tuyến đường sắt hoàn thành, từ Thành phố Hồ Chí Minh đến Thành phố Cần Thơ tàu chạy mất khoảng 80 phút. Toàn tuyến có 10 ga. Điểm đầu là ga An Bình (phường Dĩ An, thành phố Dĩ An, tỉnh Bình Dương), điểm cuối ga Cái Răng (phường Phú Thứ, quận Cái Răng, Thành phố Cần Thơ). Tuyến sẽ chạy song hành với Đường cao tốc Thành phố Hồ Chí Minh – Trung Lương - Mỹ Thuận - Cần Thơ (gọi chung là CT.01), hướng ngoại vi các đô thị hiện hữu. Dự kiến tổng vốn đầu tư xây dựng khoảng 10 tỉ USD.

## Nhà ga
Theo Dự thảo nghiên cứu tiền khả thi tuyến đường sắt Thành phố Hồ Chí Minh - Cần Thơ, dự án dừng lại ở 
| Tên           | Vị trí                   | Km  | Chú thích |
| ------------- | ------------------------ | --- | --------- |
| Ga An Bình    | Dĩ An, Dĩ An, Bình Dương | 0   | Điểm đầu  |
| Ga Long Định  | Long An                  |     |           |
| Ga Tân An     | Long An                  |     |           |
| Ga Mỹ Tho     | Tiền Giang               |     |           |
| Ga Vĩnh Kiêm  | Tiền Giang               |     |           |
| Ga Long Trung | Tiền Giang               |     |           |
| Ga Cái Bè     | Tiền Giang               |     |           |
| Ga Vĩnh Long  | Vĩnh Long                |     |           |
| Ga Bình Minh  | Vĩnh Long                |     |           |
| Ga Cần Thơ    | Cần Thơ                  | 175 | Điểm cuối |